# Michał Rawita Witanowski

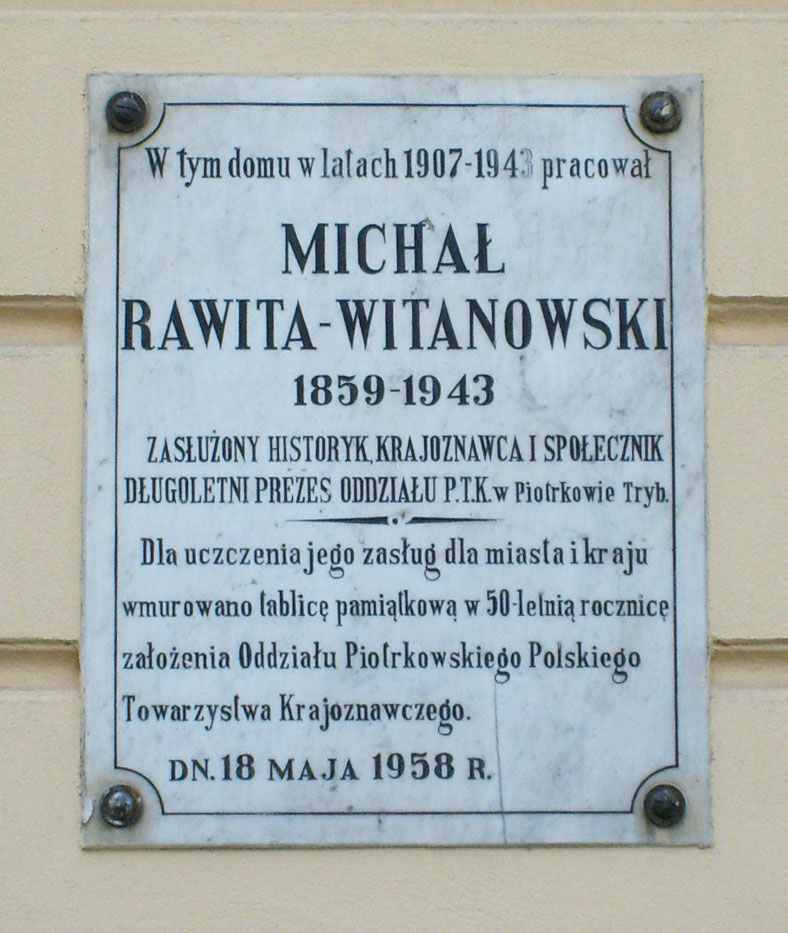
Tablica w piotrkowskim rynku upamiętniająca działalność Michała Rawity Witanowskiego

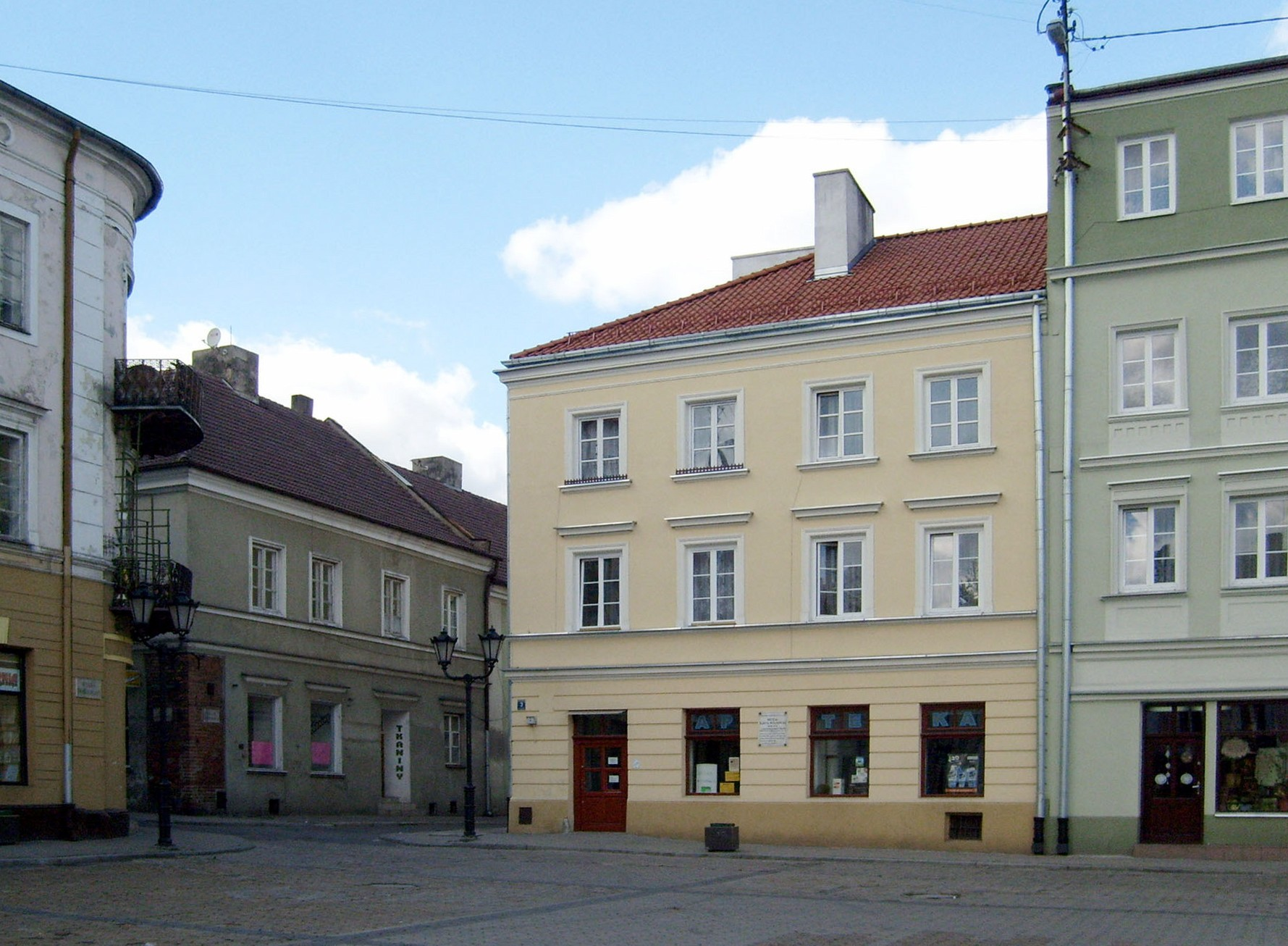
Apteka w Piotrkowie, Rynek Trybunalski 3, niegdyś własność Rawity Witanowskiego

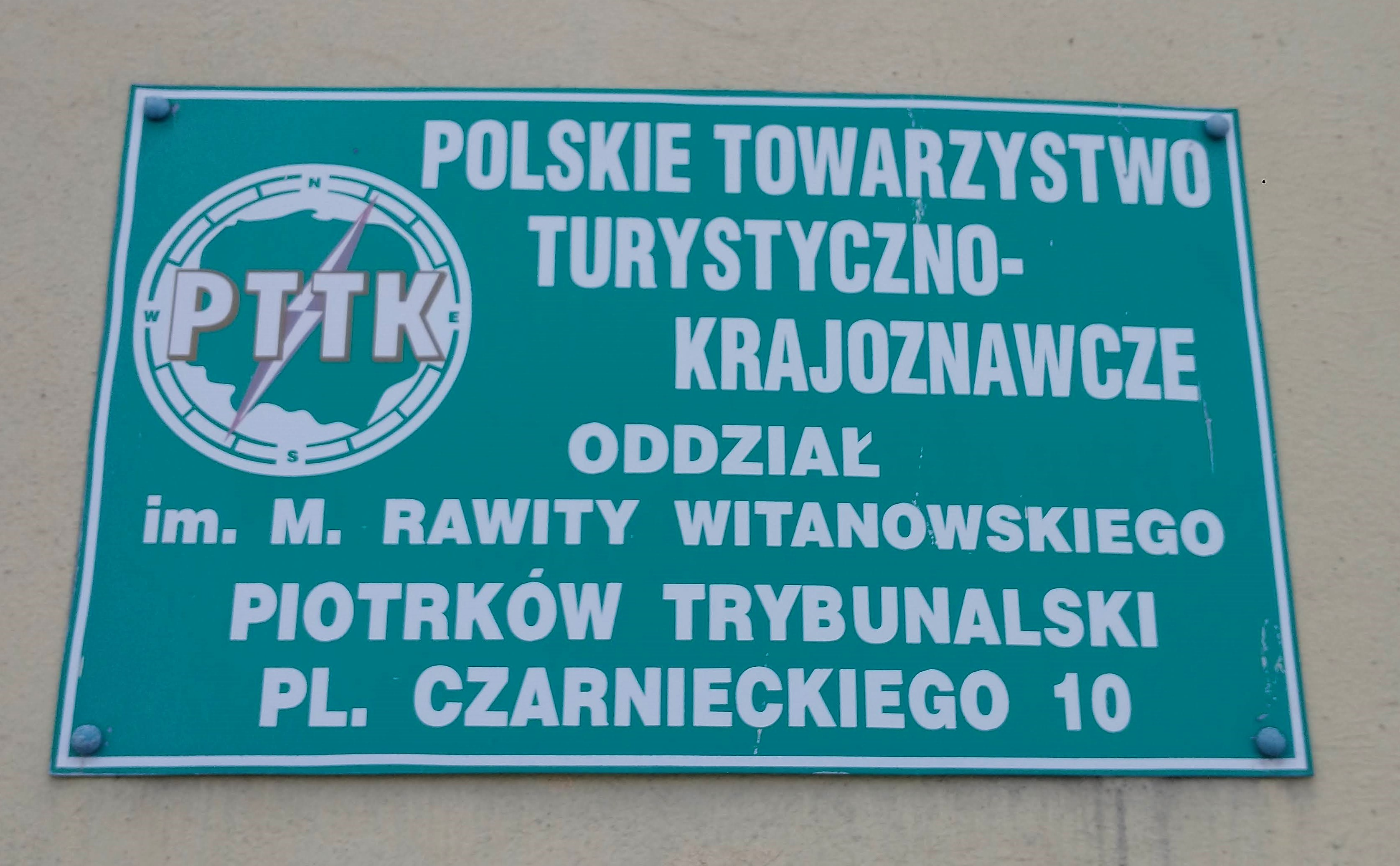
Piotrkowski oddział PTTK im. M. Rawity Witanowskiego

Michał Adam Józef Witanowski herbu Rawicz (Michał Rawita-Witanowski; ur. 13 września 1858 w Częstochowie, zm. 25 lutego 1943 w Piotrkowie Trybunalskim) – polski farmaceuta, aptekarz, regionalista, krajoznawca. Założyciel wielu lokalnych organizacji kulturalnych. W licznych publikacjach z zakresu historii, archeologii, etnografii i krajoznawstwa opisywał miejscowości Wielkopolski, Małopolski i ziemi sieradzkiej.

## Życiorys
Urodzony w Częstochowie, w niezamożnej rodzinie ziemiańskiej. Był synem Adama (zm. 1867), naczelnika magazynu solnego, i Józefy z Czarnomskich. Miał brata Mieczysława (ur. 1852) i siostrę Marię (ur. 1856). Pobierał nauki w prywatnej szkole F. Lippego w Częstochowie. Po rozwiązaniu szkoły naukę kontynuował w progimnazjum, które ukończył w 1877 roku. Następnie uczył się w gimnazjum filologicznym w Kielcach. W 1879 roku podjął praktykę aptekarską w Częstochowie. W latach 1880–1884 studiował farmację na Cesarskim Uniwersytecie Warszawskim, gdzie uzyskał dyplom prowizora farmacji. Po ukończeniu studiów pracował najpierw w Suwałkach, gdzie dzierżawił wraz z Antonim Skrzyńskim aptekę, a następnie zorganizował wiejską aptekę w miasteczku Raczki. W latach 1887–1889 był właścicielem apteki, zlokalizowanej wówczas na przedmieściach Warszawy (na Kamionku).
W latach 1890–1907 mieszkał w Kłodawie, będąc właścicielem mieszczącej się tam apteki. Założył kłodawskie Koło Macierzy Szkolnej, przy którym działała ochronka dla dzieci i czytelnia książek. Był jednym z redaktorów „Kaliszanina” w końcowym okresie ukazywania się tego czasopisma. Publikował także na łamach „Tygodnia Piotrkowskiego”, „Gazety Kieleckiej”, „Wiadomości Numizmatyczno-Archeologicznych”, „Miesięczniku Heraldycznym” i „Roczniku Tatarskim”.
W 1907 roku przeniósł się do Piotrkowa Trybunalskiego, kupując mieszczącą się w rynku aptekę. W 1908 roku założył piotrkowski oddział Polskiego Towarzystwa Krajoznawczego (PTK), któremu przewodniczył aż do 1939 roku. W 1921 roku został członkiem honorowym PTK. Założył piotrkowskie muzeum, powstałe jako Muzeum Krajoznawcze Ziemi Piotrkowskiej (1909), któremu przekazał swoje gromadzone przez wiele lat zbiory. Z jego inspiracji powstała także biblioteka miejska w Piotrkowie. Był autorem wielu haseł zamieszczonych w monumentalnym Słowniku geograficznym Królestwa Polskiego (1880–1902).
Był także członkiem Towarzystwa Przyjaciół Nauk w Poznaniu (1901), Towarzystwa Heraldycznego we Lwowie (1908) i Cesarskiej Akademii Nauk w Petersburgu, w ramach której otrzymał dyplom korespondenta Obserwatorium Fizycznego (1905).
W 1895 roku ożenił się z Janiną Szymańską, z którą miał troje dzieci: Wacława, Witolda Mariana i Marię Bożenę. Syn Witold Marian (1899–1944), pracował naukowo, był profesorem na Wydziale Farmaceutycznym Uniwersytetu Warszawskiego.
Zmarł 25 lutego 1943 roku w Piotrkowie Trybunalskim i został pochowany na Starym Cmentarzu Rzymskokatolickim (kwatera 11, grób nr 448).
Bibliografia prac Rawity Witanowskiego, zatytułowana 45 lat działalności na niwie historii regionalnej, została wydana w Łodzi w 1935 roku. W 1991 roku Kłodawskie Towarzystwo Kulturalne wydało broszurę Michał Rawita-Witanowski i kłodawska farmacja.
Materiały archiwalne Michała Rawity Witanowskiego znajdują się w PAN Archiwum w Warszawie pod sygnaturą III-139.

## Ordery i odznaczenia
- Krzyż Oficerski Orderu Odrodzenia Polski (27 listopada 1929)[4]
- Złoty Krzyż Zasługi (7 czerwca 1939)[5]

## Upamiętnienie
Imię Rawity Witanowskiego noszą ulice w Kole i Kłodawie oraz piotrkowski oddział PTTK i skwer przy zbiegu ulic Wojska Polskiego - Armii Krajowej. Tabliczka z jego portretem od 14 grudnia 2013 r. znajduje się na Głazie Krajoznawców w Poznaniu (Pomnik Stulecia Polskiego Towarzystwa Krajoznawczego) na Wzgórzu Świętego Wojciecha.

## Niektóre publikacje
- Lud wsi Stradomia (pod Częstochową). Szkic etnograficzny, Kraków 1883.
- Żywot bł. Bogumiła arcybiskupa gnieźnieńskiego, Koło 1885.
- Monografia Łęczycy, Kraków 1898.
- Pabianice, „Wędrowiec” 1899, nr 50.
- Po bocznych drogach – Kalisz, „Wędrowiec” 1901, nr 4.
- Kłodawa i jej okolice pod względem historyczno-ludoznawczym, Warszawa 1904.
- Przewodnik po dawnym opactwie cystersów w Sulejowie, Piotrków Tryb. 1910.
- Wielkopolskie miasto Koło – jego przeszłość i pamiątki, Piotrków Tryb. 1912.
- Przewodnik po Piotrkowie Trybunalskim, Piotrków Tryb. 1923.
- Zbór we Włoszczowej, Kraków 1925.
- Ilustrowane okolice Piotrkowa, Piotrków Tryb. 1926.
- Dawny powiat chęciński (wznowienie Kielce 2001).